# Tommy Semmy
Tommy Semmy (30 de septiembre de 1994) es un futbolista papú que juega como delantero en el Altona Magic SC.

## Carrera
Debutó en 2013 jugando para el Besta United PNG, un equipo compuesto por jugadores papúes sub-20. En 2015 fue contratado por el Hekari United. Durante 2016 tuvo un corto paso por el Marist de las Islas Salomón, regresando al Hekari a la brevedad. En 2017 firmó con el Hamilton Wanderers neozelandés.

### Clubes
| Club               | País               | Año               |
| ------------------ | ------------------ | ----------------- |
| Besta United PNG   | Papúa Nueva Guinea | 2013 - 2015       |
| Hekari United      | Papúa Nueva Guinea | 2015 - 2016       |
| Marist FC          | Islas Salomón      | 2016              |
| Hekari United      | Papúa Nueva Guinea | 2016 - 2017       |
| Hamilton Wanderers | Nueva Zelanda      | 2017 - 2021       |
| Altona Magic SC    | Australia          | 2022              |
| Dandenong City SC  | Australia          | 2022              |
| Altona Magic SC    | Australia          | 2023 - Actualidad |

### Selección nacional
Fue convocado para representar a la selección de Papúa Nueva Guinea sub-20 en el Campeonato de la OFC 2013, donde disputó un único partido. En 2015 disputó con el seleccionado sub-23 los Juegos del Pacífico 2015, en donde con tres tantos ayudó a Papúa Nueva Guinea a obtener la medalla de bronce. Su debut con la selección mayor se produjo el 12 de octubre de 2014 en un amistoso ante las Filipinas. Posteriormente fue convocado para la Copa de las Naciones de la OFC 2016, donde le convertiría a Nueva Caledonia su primer gol internacional.